# 조영재 (사격 선수)
조영재(1999년 1월 15일~)는 대한민국의 사격 선수로 주 종목은 속사권총과 공기권총이다. 2024년 하계 올림픽 남자 25 m 속사권총 종목에서 은메달을 획득했다.

## 경력
전라남도 장성군 출신으로 초등학교 6학년 때 사격을 시작했다. 이후 삼계중과 서울체고를 졸업했다.
2017년 대한민국 주니어 국가대표로 발탁되어 6월에 독일 줄에서 열린 세계 주니어 선수권 대회에 참가하였다. 그는 25m 권총에서 4위에 올랐으며 공기권총과 속사권총 종목에도 출전했다. 그는 이 대회 단체전에서 은메달 2개와 동메달 1개를 획득했다.
이후 2023년에 대한민국 국가대표로 발탁되었으며  그 해 2월 이집트 카이로에서 열린 월드컵을 통해 성인 국제 대회에 첫 출전했다.
2024년 8월에는 프랑스 파리에서 열린 2024년 하계 올림픽에 대한민국 국가대표로 참가했다. 그는 남자 25 m 속사권총에서 중국의 리웨훙의 뒤를 이어 은메달을 획득했다. 이 메달은 대한민국 선수가 최초로 획득한 25m 속사권총 메달이다.